# Новоселье (деревня, Струго-Красненский район)
Новоселье — деревня в Стругокрасненского района Псковской области России. Входит в состав сельского поселения «Новосельская волость». Численность населения деревни составляет на 2000 год — 65 жителей, на 2010 год — 46 жителей.

## География
Находится на северо-востоке региона, в юго-западной части района. Севернее находится одноимённое село.
Улиц три:  ул. Дачная, ул. Озёрная и ул. Центральная.

## История
Согласно Закону Псковской области от 28 февраля 2005 года деревня Новоселье вошла в состав образованного муниципального образования Новосельская волость.

## Население
| 2001 | 2002 | 2010 | 2011 |
| ---- | ---- | ---- | ---- |
| 65   | ↘52  | ↘26  | ↗46  |

## Транспорт
Расположена на железной дороге Псков — Струги Красные — Луга — Санкт-Петербург, в 20 км к юго-западу от посёлка Струги Красные. Железнодорожная станция Новоселье.